# 名古屋市立矢田中学校
名古屋市立矢田中学校（なごやしりつ やだちゅうがっこう）は、名古屋市東区大幸南にある公立中学校。

## 校名の由来
学校が所在する地域の広域地名である「矢田」を採ったものである。

## 歴史

### 沿革
- 1979年（昭和54年）4月 - 名古屋市立矢田中学校として創立[3]。
- 1980年（昭和55年）5月10日 - 矢田地域スポーツセンターが開設され、校内体育館および運動場を校外利用者に対して開放[3]。
- 1983年（昭和58年）3月14日 - 障害児学級が新設される[3]。
- 2000年（平成12年）1月7日 - 矢田川サミット開催[3]。
- 2022年（令和4年）度 - 体育館にエアコンが整備される[4][5]。

### 生徒数の変遷
『愛知県小中学校誌』（1998年）によると、生徒数の変遷は以下の通りである。
| 1979年（昭和54年） | 372人 |  |
| 1987年（昭和62年） | 879人 |  |
| 1997年（平成9年）  | 625人 |  |

## 部活動
- サッカー部[7]
- バスケットボール部[7]
- ハンドボール部女子[7]
- ラグビー部[7]
- 陸上部[7]
- 合唱部[7]
- 茶道部[7]
- 美術部[7]

## 通学区域
名古屋市立矢田小学校および名古屋市立砂田橋小学校両学区をその通学区域としている。

## 著名な出身者
- 榊原春奈（ボート選手、2012年ロンドンオリンピック日本代表）
- 倉崎昌史（キックボクサー、K-1/Krush）